# Campioni italiani assoluti di atletica leggera indoor - 3000 metri piani maschili
Questa pagina raccoglie un elenco di tutti i campioni italiani dell'atletica leggera nei 3000 metri piani indoor, specialità introdotta ai campionati italiani assoluti di atletica leggera indoor sin dalla prima edizione del 1970 e attualmente ancora parte del programma della manifestazione.

## Albo d'oro
| Anno | Atleta (società)                                                                     | Prestazione                                                                          |
| ---- | ------------------------------------------------------------------------------------ | ------------------------------------------------------------------------------------ |
| 1970 | Franco Arese Atletica Balangero                                                      | 8'02"0(m)                                                                            |
| 1971 | Giuseppe Cindolo Panini Modena                                                       | 7'59"4(m)                                                                            |
| 1972 | Gianni Del Buono ASSI Giglio Rosso                                                   | 8'01"8(m)                                                                            |
| 1973 | Gianni Del Buono ASSI Giglio Rosso                                                   | 7'58"2(m)                                                                            |
| 1974 | Franco Fava Gruppi Sportivi Fiamme Gialle                                            | 7'59"6(m)                                                                            |
| 1975 | Aldo Tomasini Alco Rieti                                                             | 8'00"6(m)                                                                            |
| 1976 | Fernando Cerrada Spagna                                                              | 7'57"66                                                                              |
| 1977 | Giuseppe Gerbi CUS Torino                                                            | 8'06"29                                                                              |
| 1978 | Venanzio Ortis Gruppo Sportivo Fiamme Oro                                            | 7'53"1a                                                                              |
| 1979 | Franco Fava Gruppi Sportivi Fiamme Gialle                                            | 8'02"9(m)                                                                            |
| 1980 | Fulvio Costa Gruppo Sportivo Fiamme Oro                                              | 7'58"9(m)                                                                            |
| 1981 | Alberto Cova Pro Patria Pierrel Milano                                               | 7'57"90                                                                              |
| 1982 | Alberto Cova Pro Patria Pierrel Milano                                               | 7'53"52                                                                              |
| 1983 | Mariano Scartezzini Athletic Club Bergamo                                            | 8'06"36                                                                              |
| 1984 | Alberto Cova Pro Patria Pierrel Milano                                               | 7'53"75                                                                              |
| 1985 | Stefano Mei Gruppo Sportivo Fiamme Oro                                               | 7'48"88                                                                              |
| 1986 | Stefano Mei Gruppo Sportivo Fiamme Oro                                               | 8'03"44                                                                              |
| 1987 | Franco Boffi Alitrans Verona                                                         | 8'02"20                                                                              |
| 1988 | Mauro Pregnolato Comelit Bergamo                                                     | 8'01"16                                                                              |
| 1989 | Stefano Mei Pro Patria Osama Milano                                                  | 7'54"28                                                                              |
| 1990 | Questa sezione sull'argomento atletica leggera è ancora vuota . Aiutaci a scriverla! | Questa sezione sull'argomento atletica leggera è ancora vuota . Aiutaci a scriverla! |
| 1991 | Questa sezione sull'argomento atletica leggera è ancora vuota . Aiutaci a scriverla! | Questa sezione sull'argomento atletica leggera è ancora vuota . Aiutaci a scriverla! |
| 1992 | Questa sezione sull'argomento atletica leggera è ancora vuota . Aiutaci a scriverla! | Questa sezione sull'argomento atletica leggera è ancora vuota . Aiutaci a scriverla! |
| 1993 | Questa sezione sull'argomento atletica leggera è ancora vuota . Aiutaci a scriverla! | Questa sezione sull'argomento atletica leggera è ancora vuota . Aiutaci a scriverla! |
| 1994 | Questa sezione sull'argomento atletica leggera è ancora vuota . Aiutaci a scriverla! | Questa sezione sull'argomento atletica leggera è ancora vuota . Aiutaci a scriverla! |
| 1995 | Questa sezione sull'argomento atletica leggera è ancora vuota . Aiutaci a scriverla! | Questa sezione sull'argomento atletica leggera è ancora vuota . Aiutaci a scriverla! |
| 1996 | Questa sezione sull'argomento atletica leggera è ancora vuota . Aiutaci a scriverla! | Questa sezione sull'argomento atletica leggera è ancora vuota . Aiutaci a scriverla! |
| 1997 | Questa sezione sull'argomento atletica leggera è ancora vuota . Aiutaci a scriverla! | Questa sezione sull'argomento atletica leggera è ancora vuota . Aiutaci a scriverla! |
| 1998 | Questa sezione sull'argomento atletica leggera è ancora vuota . Aiutaci a scriverla! | Questa sezione sull'argomento atletica leggera è ancora vuota . Aiutaci a scriverla! |
| 1999 | Questa sezione sull'argomento atletica leggera è ancora vuota . Aiutaci a scriverla! | Questa sezione sull'argomento atletica leggera è ancora vuota . Aiutaci a scriverla! |
| 2000 | Questa sezione sull'argomento atletica leggera è ancora vuota . Aiutaci a scriverla! | Questa sezione sull'argomento atletica leggera è ancora vuota . Aiutaci a scriverla! |
| 2001 | Questa sezione sull'argomento atletica leggera è ancora vuota . Aiutaci a scriverla! | Questa sezione sull'argomento atletica leggera è ancora vuota . Aiutaci a scriverla! |
| 2002 | Questa sezione sull'argomento atletica leggera è ancora vuota . Aiutaci a scriverla! | Questa sezione sull'argomento atletica leggera è ancora vuota . Aiutaci a scriverla! |
| 2003 | Questa sezione sull'argomento atletica leggera è ancora vuota . Aiutaci a scriverla! | Questa sezione sull'argomento atletica leggera è ancora vuota . Aiutaci a scriverla! |
| 2004 | Questa sezione sull'argomento atletica leggera è ancora vuota . Aiutaci a scriverla! | Questa sezione sull'argomento atletica leggera è ancora vuota . Aiutaci a scriverla! |
| 2005 | Questa sezione sull'argomento atletica leggera è ancora vuota . Aiutaci a scriverla! | Questa sezione sull'argomento atletica leggera è ancora vuota . Aiutaci a scriverla! |
| 2006 | Cosimo Caliandro Gruppi Sportivi Fiamme Gialle                                       | 8'05"05                                                                              |
| 2007 | Marco Najibe Salami Centro Sportivo Esercito                                         | 8'06"34                                                                              |
| 2008 | Daniele Meucci Centro Sportivo Esercito                                              | 7'56"53                                                                              |
| 2009 | Daniele Meucci Centro Sportivo Esercito                                              | 8'03"48                                                                              |
| 2010 | Christian Obrist Centro Sportivo Carabinieri                                         | 8'09"76                                                                              |
| 2011 | Simone Gariboldi Gruppo Sportivo Fiamme Oro                                          | 8'08"68                                                                              |
| 2012 | Abdellah Haidane Nuova Atletica Fanfulla Lodigiana                                   | 8'11"71                                                                              |
| 2013 | Abdellah Haidane Nuova Atletica Fanfulla Lodigiana                                   | 8'00"97                                                                              |
| 2014 | Abdellah Haidane Pro Patria Milano                                                   | 7'56"80                                                                              |
| 2015 | Said El Otmani Atletica Reggio                                                       | 8'06"27                                                                              |
| 2016 | Yemaneberhan Crippa Gruppo Sportivo Fiamme Oro                                       | 7'57"25                                                                              |
| 2017 | Yassin Bouih Gruppi Sportivi Fiamme Gialle                                           | 8'08"52                                                                              |
| 2018 | Yassin Bouih Gruppi Sportivi Fiamme Gialle                                           | 8'17"99                                                                              |
| 2019 | Ossama Meslek Atletica Vicentina                                                     | 8'15"24                                                                              |
| 2020 | Yassin Bouih Gruppi Sportivi Fiamme Gialle                                           | 8'24"75                                                                              |
| 2021 | Pietro Arese Gruppi Sportivi Fiamme Gialle                                           | 8'04"03                                                                              |
| 2022 | Federico Riva Gruppi Sportivi Fiamme Gialle                                          | 8'27"80                                                                              |
| 2023 | Ossama Meslek Atletica Vicentina                                                     | 7'52"90                                                                              |